# ليلي وليامز
ليلي وليامز (بالإنجليزية: Lily Williams)‏ هي دراجة أمريكية، ولدت في 24 يونيو 1994.

## وصلات خارجية
- ليلي وليامز على موقع الاتحاد الدولي لألعاب القوى (الإنجليزية)
- ليلي وليامز على موقع الاتحاد الدولي للدراجات (الإنجليزية)
- ليلي وليامز على موقع أرشيف الدراجات (الإنجليزية)
- ليلي وليامز على موقع إحصائيات الدراجات الإحترافية (الإنجليزية)
- ليلي وليامز على موقع نسبة الدراجات (الإنجليزية)
- ليلي وليامز على موقع CycleBase (الإنجليزية)
- ليلي وليامز على موقع اللجنة الأولمبية الدولية (الإنجليزية)
- ليلي وليامز على موقع أوليمبيديا (الإنجليزية)